# Епідемія натуральної віспи у Північній Америці (1775—1782 роки)
Епідемія натуральної віспи у Північній Америці у 1775—1782 роках (англ. 1775–1782 North American smallpox epidemic) — велика епідемія натуральної віспи, яка відбулася у Північній Америці упродовж 1775—1782 років. За оцінками, під час епідемії померло щонайменше 130 000 людей.

## Перебіг
Ця епідемія відбулася в роки війни за незалежність США. Тоді не було широко доступних медичних можливостей захисту вояків від спалахів у переповнених та негігієнічних військових таборах. Таким чином, ця хвороба становила серйозну загрозу для успіху Континентальної армії під проводом Джорджа Вашингтона.
Невідомо, звідки почалася епідемія, але вона не обмежилася колоніями на східному узбережжі чи районами, спустошеними військовими діями. Спалах поширився по всьому Північноамериканському континенту. У 1775 році натуральна віспа вже вирувала в окупованому британцями Бостоні та під час вторгнення Континентальної армії в Канаду. Під час облоги Вашингтоном Бостона хвороба спалахнула як серед континентального, так і британського таборів. Багато втікачів-рабів, які втекли до британських військ на Півдні, також захворіли на натуральну віспу й померли. 4 липня 1775 року Вашингтон наказав: «Нікому не можна дозволяти відвідувати прісноводний ставок для риболовлі або з будь-якої іншої нагоди, оскільки існує небезпека занесення натуральної віспи в армію». Ті вояки, які мали висип на обличчі, були негайно карантинізовані.
Зусилля щодо контролю епідемії були успішними протягом літа 1775 року. Але в листопаді, коли жителі Бостону повернулися додому, щоб захиститися від зимових холодів, хвороба поширилася серед них. Водночас Вашингтону та його людям довелося боротися зі значним потоком біженців із ураженого міста. «Генерал Гау наказав 300 мешканцям Бостона відправитися в Пойнт Ширлі в жалюгідному стані», — написав Вашингтон Конгресу США. «Я… відчуваю жахливі побоювання, що вони можуть повідомити про натуральну віспу, оскільки вона поширена в Бостоні». Він заборонив біженцям йти в американський табір.
Потім, у перший тиждень грудня, четверо британських дезертирів прибули з жахливими новинами. Їх командир, генерал Вільям Гау, як вони стверджували, навмисно заразив втікачів «із метою розповсюдити натуральну віспу серед військ». Спочатку Вашингтон не ставив довіри цим чуткам. Але коли серед переміщених бостонців спалахнула хвороба, американці були змушені подвоїти свої зусилля з боротьби з нею.
Хоча карантин спрацював у Бостоні, він не вдався з самого початку в Квебеку. 1 травня 1776 року, за п'ять днів до відступу після невдалої осади Квебеку, 900 із 1900 американських солдатів були хворі, головним чином на натуральну віспу.
На півдні епідемія досягла Техасу, а з 1778 по 1779 роки особливо сильно постраждав Новий Орлеан через його густонаселену міську територію. До 1779 року хвороба поширилася на Мексику і призвела до смерті десятків тисяч людей. Наприкінці епідемія перетнула Великі рівнини, сягнувши на захід аж до узбережжя Тихого океану, аж на північ до Аляски й аж на південь до Мексики, заразивши практично всі частини континенту.
Однією з найгірших трагедій епідемії були величезні втрати, які вона завдала корінному населенню американського континенту. Ймовірно, хвороба поширилася через подорожуючих індіанських племен шошонів. Починаючи з 1780 року, чума досягла Пуебло на території сучасного Нью-Мексико. Також з'явилася на внутрішніх торгових постах компанії Гудзонової затоки в 1782 році. Епідемія охопила майже кожне плем'я на континенті, включаючи північно-західне узбережжя. За оцінками, це призвело до знищення майже 11 000 корінних американців у західній частині сучасного штата Вашингтон, скорочення населення з 37 000 до 26 000 лише за 7 років.

## Боротьба
Хоча про способи передачі інфекцій на той час було відомо небагато, англійські колоністи в Північній Америці визнали ефективність ізоляції людей, хворих на натуральну віспу. Англійські колонії були більш обізнані про особливості цієї хвороби, ніж про будь-яке інше інфекційне захворювання. Особи з явними ураженнями були відправлені у віддалені місця, де вони могли дозволити хворобі йти самопливом, не створюючи можливості заразити інших. За потреби масштаби карантину могли бути збільшені. Це означало відрізання цілих міст від решти колоній на час хвороби.
Мешканці англійських колоній, а також англійські чиновники активно встановлювали правила карантину, щоб захистити населення. Одним із найперших записаних прикладів цього був карантин, встановлений у 1647 році пуританами, щоб запобігти поширенню хвороби з кораблів, що пливли з Карибського моря. У 1731 році був прийнятий акт під назвою «Закон про запобігання людям від приховування натуральної віспи». Цей акт зобов'язав голів домогосподарств повідомляти про хворобу; від цих людей вимагали повідомити про натуральну віспу в їхньому домі обранцям колонії Массачусетської затоки. Потім інфіковані домогосподарства позначалися червоним прапорцем. У Південній Кароліні вартові повинні були бути розміщені за межами заражених домогосподарств, а також вивішувались повідомлення про хворобу. У багатьох колоніях створювали острови для карантинних осіб, які прибували кораблями. Це зменшило ймовірність занесення натуральної віспи через торгівлю чи подорожі. До кінця 1700-х років майже в усіх колоніях діяли закони про карантин, щоб зменшити надзвичайно згубний вплив натуральної віспи на їхні громади.
Джордж Вашингтон зробив великий внесок у розвиток систем охорони здоров'я в Америці. Під час роботи в Континентальній армії Вашингтон спостерігав, як натуральна віспа та інші хвороби блискавично поширюються армійськими таборами та зборами. Вашингтон розумів руйнівну природу натуральної віспи та інших заразних хвороб, таких як малярія, дифтерія та скарлатина. Він був одним із перших, хто представив ідею обов'язкових медичних ініціатив, таких як повсюдна щеплення. Вашингтон також мав досвід боротьби з хворобами поза межами бойових дій і війни. Сам постраждавши від багатьох хвороб і спостерігаючи за хворобами своєї сім'ї, Джордж Вашингтон впливав на створення американських програм охорони здоров'я.

## Наслідки
Під час плавання північно-західним узбережжям Америки в 1792 році капітан Джордж Ванкувер дивувався «де ж усі тубільці?». Землі було багато з необмеженими запасами лосося та прісної води, але людей було вражаюче мало. Натомість британський мореплавець знайшов безлюдні села. Перше, яке зустріли на південь від острова Ванкувер на березі затоки Діскавері, був «зарослий бур'янами, серед яких було знайдено кілька людських черепів та інші кістки, безладно розкидані». «Під час цієї експедиції, — зазначив член його екіпажу Томас Менбі, — ми бачили багато безлюдних сіл, деякі з них… здатні вмістити сотні мешканців».